# Трактор (стадіон, Мінськ)
Стадіон «Трактор» (біл. Стадыён «Трактар») — багатофункціональний стадіон у місті Мінськ, Білорусь, домашня арена ФК «Динамо» (Мінськ).
Стадіон побудований у 1950-х роках. Відкритий 1968 року як «Стадіон Червоного Прапора». У 1976 році арена була передана у підпорядкування Мінського тракторного заводу та перейменована на «Трактор». Тоді стадіон був домашньою ареною ФК «Трактор» (Мінськ). Тоді ж, в 1976, році стадіон був реконструйований. Протягом 1978—1980 років арена тимчасово приймала домашні матчі ФК «Динамо» (Мінськ), оскільки стадіон «Динамо» тоді був закритий на реконструкцію в рамках підготовки до літньої Олімпіади 1980 року. У 1990-ті роки стадіон був домашньою ареною для цілого ряду футбольних клубів Мінська, які виступали в різних дивізіонах. 2000 року була здійснена чергова реконструкція арени, яка включала встановлення паркану та пластикових сидінь. В кінці 2000-х років був представлений план капітального ремонту стадіону та його околиць, в тому числі будівництво нового сучасного стадіону і розважального центру, але план так і не був реалізований.
З 2013 року стадіон є домашньою ареною ФК «Динамо» (Мінськ), оскільки стадіон «Динамо-Юні» перебуває на довготривалій реконструкції.